# ناحیه ون بیورن چارتر، میشیگان
ناحیه ون بیورن چارتر، میشیگان (به انگلیسی: Van Buren Charter Township, Michigan) یک سکونتگاه مسکونی در ایالات متحده آمریکا است که در شهرستان وین واقع شده‌است.

## خصوصیات
این ناحیه، ۹۲٫۷ کیلومترمربع مساحت و ۲۸٬۸۲۱ نفر جمعیت دارد و ۲۰۸ متر بالاتر از سطح دریا واقع شده‌است.